# Gabriella Conti Armellini
Gabriella Conti in Armellini (Roma, 19 marzo 1891 – 8 novembre 1974) è stata un'astronoma italiana nota per le sue ricerche sull'astronomia di posizione e sull'astronomia solare. Per le sue attività ricevette alcuni riconoscimenti.

## Biografia
Gabriella Conti nacque a Roma nel 1891. Dopo la laurea in Fisica all'Università di Napoli nel 1919 divenne insegnante al liceo "Pietro Giannone" di Benevento, lavorando quindi fino al 1922 come assistente all'Osservatorio astronomico d'Abruzzo sotto la guida di Vincenzo Cerulli.
Divenuta astronoma aggiunta e poi di prima classe all'Osservatorio astronomico del Campidoglio di Roma e vi rimase anche dopo il trasferimento alla nuova sede di Monte Mario nel 1938, dove poté usufruire della Torre Solare e di una strumentazione di ultima generazione, dedicandosi alla fotometria visuale, all'astronomia posizionale e all'astronomia solare. In particolare, indagò le perturbazioni dei grandi pianeti, degli asteroidi e delle comete, si occupò della misurazione delle radiazioni solari e dei diametri solari e condusse ricerche sugli orari e la meteorologia.
Alla specola del Campidoglio fu anche amministratrice dell'Istituto collaborando con il suo futuro marito, Giuseppe Armellini, già direttore dell'osservatorio e principale ideatore della struttura di Monte Mario.
Nel corso della sua carriera pubblicò in riviste di prestigio, quali l'Astronomische Nachrichten, i Rendiconti editi dall'Accademia dei Lincei e le Memorie della società astronomica italiana.
Nel 1961, anno del suo pensionamento, venne insignita dell'Ordine al merito della Repubblica italiana.
Gabriella Conti Armellini morì l'8 novembre 1974 a Roma.

## Opere parziali
- Osservazioni di posizioni di pianeti e pianetini ed occultazioni lunari, Pavia, Tip. M. Ponzio , 1950, estr. da Memorie della Società astronomica italiana, vol. 21-1
- con Giuseppe Armellini, Sopra l'albedine visuale dei mari lunari, in Rend. Mat. Acc. Lincei, s. 5, v. 33 (1924) 2, pp. 441-446